# Sami (komiks)
Sami (tytuł oryginału: Seuls) – francuskojęzyczna seria komiksowa z gatunku science-fiction, stworzona przez francuskiego scenarzystę Fabiena Vehlmanna i belgijskiego rysownika Bruno Gazzottiego, publikowana w oryginale od 2006 przez wydawnictwo Dupuis. Polski przekład ukazuje się od 2022 nakładem wydawnictwa Egmont Polska. 

## Fabuła
Po nagłym i niewyjaśnionym zniknięciu mieszkańców Fortville pięcioro nastolatków zostaje pozostawionych samym sobie w świecie bez dorosłych. Sprawy pogarszają się, gdy dowiadują się, że znajdują się w świecie równoległym do świata żywych: w Świecie Limbo. Przemierzając go, odkrywają, że nie tylko oni trafili do tej alternatywnej rzeczywistości.

## Tomy
| Tom | Wydanie polskie                | Wydanie oryginalne                     |
| --- | ------------------------------ | -------------------------------------- |
| 1   | Zniknięcie (2022)              | La Disparition (2006)                  |
| 2   | Nożownik z Fortville (2022)    | Le Maître des couteaux (2007)          |
| 3   | Klan Rekina (2022)             | Le Clan du requin (2008)               |
| 4   | Czerwone kurhany (2022)        | Les Cairns rouges (2009)               |
| 5   | Mroczny wir (2023)             | Au cœur du Maelstrom (2010)            |
| 6   | Wymiar czwarty i pół (2023)    | La Quatrième Dimension et demie (2011) |
| 7   | W przepaści (2024)             | Les Terres basses (2012)               |
| 8   | Gladiatorzy (2024)             | Les Arènes (2013)                      |
| 9   | Nocne dziecko (2024)           | Avant l'Enfant-Minuit (2015)           |
| 10  | Maszyna odumarcia (2025)       | La Machine à démourir (2017)           |
| 11  | Zombie z Zapadłych Ziem (2025) | Les cloueurs de nuit (2019)            |
| 12  |                                | Les révoltés de Néosalem (2020)        |
| 13  |                                | Les Âmes tigrées (2021)                |
| 14  |                                | Les Protecteurs (2024)                 |
| 15  |                                | L'hôtel au bord du monde (2024)        |

## Adaptacja filmowa
W 2017 miała premierę francuska adaptacja filmowa komiksu w reżyserii Davida Moreau, zatytułowana Seuls.

## Nagrody
W 2007 seria została uhonorowana nagrodą Prix Jeunesse 9–12 lat na Międzynarodowym Festiwalu Komiksu w Angoulême. 